# Olav Nilsen
Olav Nilsen (Stavanger, 1942. január 24. – 2021. október 11.) válogatott norvég labdarúgó, csatár, edző.

## Pályafutása

### Klubcsapatban
1959 és 1975 között a Viking labdarúgója volt. Három bajnoki címet és egy norvég kupát nyert a csapattal. 1975-ben vonult vissza az aktív labdarúgástól.

### A válogatottban
1962 és 1971 között 62 alkalommal szerepelt a norvég válogatottban és 19 gólt szerzett.

### Edzőként
1975-ben a Viking vezetőedzője volt. A walesi Stuart Williamset váltotta a poszton.

## Sikerei, díjai
Viking FK
- Norvég bajnokság
  - bajnok: 1972, 1973, 1974
- Norvég kupa
  - győztes: 1960